# 歐化藥業

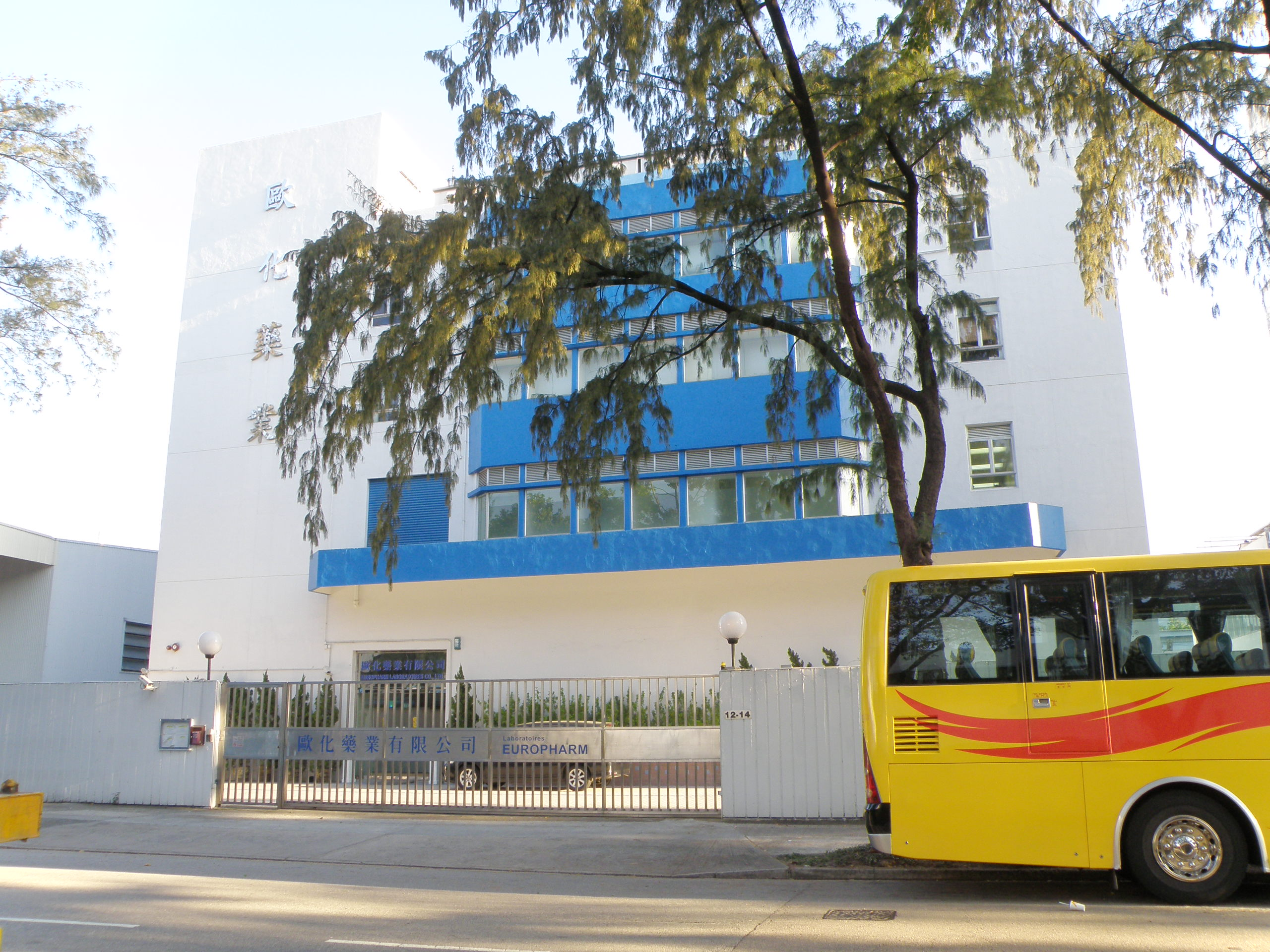
歐化藥業總部

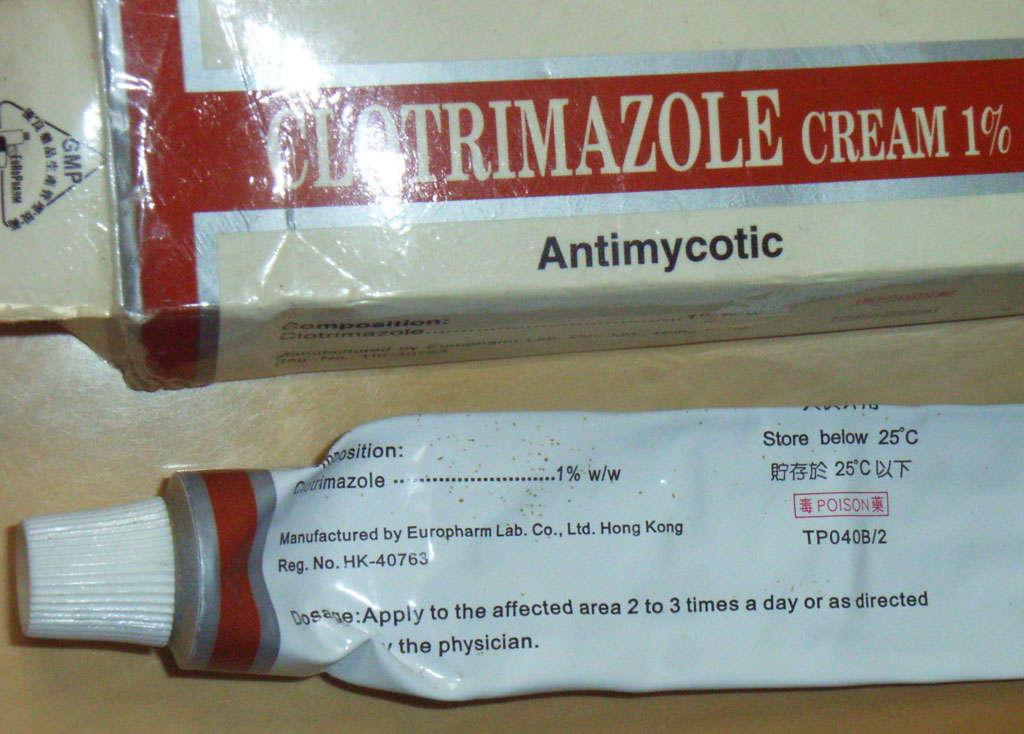
香港公立醫院的藥物
，不少都是歐化藥業出品。含克催瑪汝成份的膏

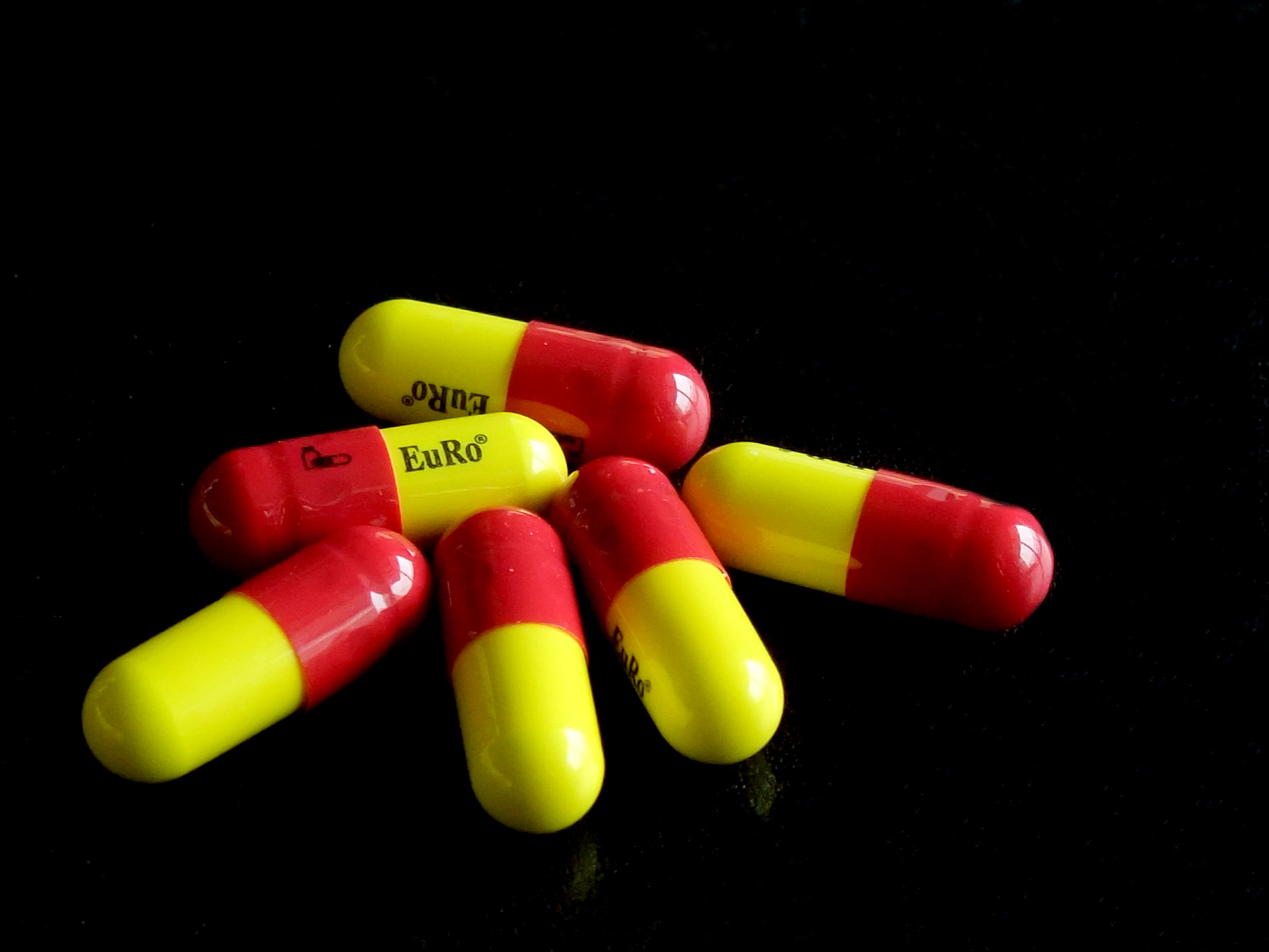
歐化藥業出品的Potofen200毫克膠囊，成份為布洛芬

歐化藥業有限公司（英語：Europharm Laboratoires Company Limited，簡稱歐化藥業），雅各臣科研製藥有限公司旗下，是香港一家藥品生產商，創立於1986年7月，其八千多平方米的中成藥及西藥製藥工廠位於大埔工業邨。歐化藥業於2001年榮獲優良藥品製造規範（簡稱GMP）認證，整個生產程序有嚴謹的控制及監察，確保廠房在產品生產及品質監控方面達到國際級水平。除GMP認證外，歐化藥業更於2016年全面符合由PIC/S現時頒布的優良藥品製造作業規範，將產品質量標準提升至更高水平。歐化藥業生產的成藥包括水劑（包括口服及外用藥水）、片劑、膠囊、粉劑、軟膏（「護膚寶」）、灌腸劑及栓劑等。現有超過300名員工負責生產、品質控制、銷售及行政等。

## 歷史
1986年7月創立。
約於2000年代被雅各臣藥業收購。
2024年末，從同系的上市公司健倍苗苗購入李眾勝堂。

## 藥物污染事件
2009年初，歐化藥業爆出藥物污染事件，其生產的別嘌醇藥片「Purinol」因原材料受毛黴菌污染。事件令超過四萬人需要緊急換藥，最後導致8名本身患有血癌或淋巴癌的病人死亡。歐化藥業其後承認四項「售賣人類不適合使用藥物」罪名，罰款二十萬港元。

## 主要客戶
- 瑪麗醫院
- 東區醫院
- 伊利沙伯醫院
- 聯合醫院
- 威爾斯醫院
- 屯門醫院
- 仁安醫院

## 相關資料
- 雅各臣科研製藥

## 外部連結
- 官方網站

1. ↑  香港歐化藥業有限公司資料香港科學園
2. ↑  . 巴士的報. 2024-11-12  [2025-08-17].